# Tom Ewell
Samuel Yewell Tompkins, más conocido como Tom Ewell (Owensboro, Kentucky, 29 de abril de 1909-Woodland Hills, Los Ángeles, 12 de septiembre de 1994) fue un actor estadounidense, ganador del Premio Tony.

## Biografía
Empezó a actuar en Summer Stock en 1928 junto a Don Ameche, antes de trasladarse a Nueva York en 1931. Se matriculó en The Actors Studio junto a Montgomery Clift y Karl Malden. Debutó en el teatro de Broadway en 1934, y su debut en el cine tuvo lugar en 1940, representando durante varios años papeles cómicos secundarios. Atrajo la atención con su actuación en La costilla de Adán (1949) y empezó a recibir papeles de Hollywood con mayor frecuencia. Ewell siguió actuando en Summer Stock durante la década de 1940. Protagonizó Kin Hubbard en 1951, representación teatral biográfica de Lawrence Riley, junto a June Lockhart, historia de uno de los más importantes humoristas americanos. Con esta obra, Ewell hizo su debut como productor.
Su más exitoso papel llegó en 1952 cuando inició en Broadway la representación de The Seven Year Itch (La tentación vive arriba - España; La comezón del séptimo año - Latinoamérica). Con Vanessa Brown como "La chica", la función duró unos tres años, y Ewell la representó más de 750 veces. Ganó en 1953 un Premio Tony por este papel. Retomó el papel en 1955, en la versión filmada, con Brown reemplazada por Marilyn Monroe. La escena de Ewell admirando furtivamente a Monroe cuando ella está sobre las rejillas de ventilación del metro con las faldas ondeando, se ha convertido en una de las escenas cinematográficas más famosas. Ganó un Globo de Oro por su actuación. 
Disfrutó de otro éxito con la película The Girl Can't Help It (1956) junto a Jayne Mansfield. Coprotagonizó el estreno en Estados Unidos de Esperando a Godot con Bert Lahr en 1956 en el Coconut Grove Playhouse en Miami, Florida. Sin embargo, cuando su carrera cinematográfica y teatral parecían haber llegado a la cumbre, desvió su atención a la televisión. Durante varios años tuvo papeles invitados en numerosas series, y recibió una nominación a los Premios Emmy por su papel en la serie Baretta, de la cual Ewell comentó que su trabajo en la misma le había dado más satisfacciones que cualquier otra de sus interpretaciones. Su última actuación fue en un episodio de la serie Murder, She Wrote (Se ha escrito un crimen (España) o La reportera del crimen (Hispanoamérica) en 1986.

## Vida personal
En 1946 se casó con Ann Abbott, hija del director de Broadway George Abbott, pero se divorciaron un año después. En 1948 se casó con Marjorie Sanborn y adoptaron un hijo, Taylor en 1954. Falleció a los 85 años de edad, de causas no conocidas. Le sobrevivieron su viuda Marjorie, su hijo adoptado Taylor y su madre de 105 años, Martine Yewell Tompkins (1889-1998) que vivía en Curdsville, Kentucky, donde murió con 109 años.